# NGC 2197
NGC 2197 (również ESO 86-SC58) – gromada otwarta, znajdująca się w gwiazdozbiorze Złotej Ryby. Należy do Wielkiego Obłoku Magellana. Odkrył ją John Herschel 31 stycznia 1835 roku.